# Ángel Lozada
Ángel Luis Lozada Novalés (Ángel Lozada) es novelista, activista, educador e investigador puertorriqueño.

## Biografía
Ángel Lozada nació en Mayagüez, Puerto Rico, en 1968. Tiene un Bachelor of Science de la Universidad George Washington (1990) y una Maestría en Ciencia de la Universidad Johns Hopkins (1998). Fue un estudiante doctoral en el Departamento de Lengua y Literatura de Español y Portugués en la Universidad de Nueva York bajo la supervisión del profesor Eduardo Subirats. Ha estudiado creación literaria con la escritora chilena Diamela Eltit. Ha publicado dos novelas, La patografía y No quiero quedarme sola y vacía.
Ángel Lozada fue un jesuita de la Provincia de Maryland (1994–1996). Ha sido iniciado en varias tradiciones religiosas afrodiaspóricas y es palero (desde 1998) y santero (desde 2000). Ha estudiado con varios paleros, santeros y devotos del Ifá en la ciudad de Nueva York.
Actualmente escribe dos obras literarias, La dinastía de los caracoles y "Who is afraid of Frigidette Von Dyke?"
Ángel Lozada vivió por muchos años en la Ciudad de Nueva York; ahora vive en Pittsburgh.
Las controvertidas publicaciones de Ángel Lozada versan sobre individuos marginalizados, animalización, colonización, transculturación, la diáspora puertorriqueña y más recientemente, sobre la relación entre escritura, esquizofrenia, poder y cultura tales como se manifiestan en los discursos e idiomas académicos. Ha escrito mucho sobre las experiencias del sujeto gay puertorriqueño dentro del contexto más amplio de la sociedad americana postmoderna y postindustrial.
Ángel Lozada es VIH positivo y ha hablado y escrito abierta y explícitamente sobre su situación de salud en su ficción y en entrevistas.

## Novelas publicadas
- Lozada, Ángel. (2013). El Libro de la Letra A. Nueva York: Sangria Legibilities. ISBN 9789568681326.
- Lozada, Ángel. (2006). No quiero quedarme sola y vacía. San Juan: Isla Negra. ISBN 1932271544.
- Lozada, Ángel. (1998). La patografía. México: Editorial Planeta. ISBN 9684068077.

## Ensayos
- Una re-visión epistemo-lógica de la educación superior pública de Puerto Rico. Editorial Letra y Pixel, enero 23, 2011
- America the Hungry. November 24, 2010
- Principles of Puerto Rican literary beekeeping. September 26, 2010
- El partido nuevo pato-fóbico.  October 24, 2004

## Contribución en Antologías
- Becerra, Eduardo. (1999). Líneas aéreas. Madrid: Ediciones Lengua de Trapo. ISBN 8489618313.
- Ortega Esquivel, Aureliano y Juan Pascual Gay. (2010). Escritura y esquizofrenia. México: Universidad de Guanajuato. ISBN 9786074410884.
- Paz Soldán, Edmundo y Alberto Fuguet. (2000). Se habla español. Miami: Alfaguara. ISBN 1581056761.
- Pérez Ortiz, Melanie. (2008). Palabras encontradas: Antología personal de escritores puertorriqueños de los últimos veinte años (Conversaciones). San Juan: Ediciones Callejón. ISBN 1881748618.
- Quiroga, José. (2010). Mapa Callejero: Crónicas sobre lo gay desde América Latina. Buenos Aires: Eterna Cadencia. ISBN 9871673256.
- Suarez Coalla, Paquita. (2006). Aquí me tocó escribir. Trabe. ISBN 8480533919.

## Obras en progreso
- La dinastía de los caracoles: una fantasía financiera sobre temas transatlánticos, literarios y espirituales, escrita en yoruba antiguo, español, inglés, lenguas de fuego y Spanglish, post 9/11, acompañado por una Kia Banda Pentecostal y una voz de los monólogos de la marihuana, rigurosamente anotada con ataques académicos menores (como notas al calce), junto con Lydia Cabrera y Gertrudis Gómez de Avellaneda, compilado por un investigador santero gay VIH-positivo desconocido e inspirada por la diosa Oyá de los Estados Unidos de América.

- Who is afraid of Frigidette Von Dyke? The digitally restored, blu-ray, remastered, her-panic, herpetic, and hermetic revival of Edward Albee's Who's afraid of Virginia Woolf?